# 대니얼 개퍼드

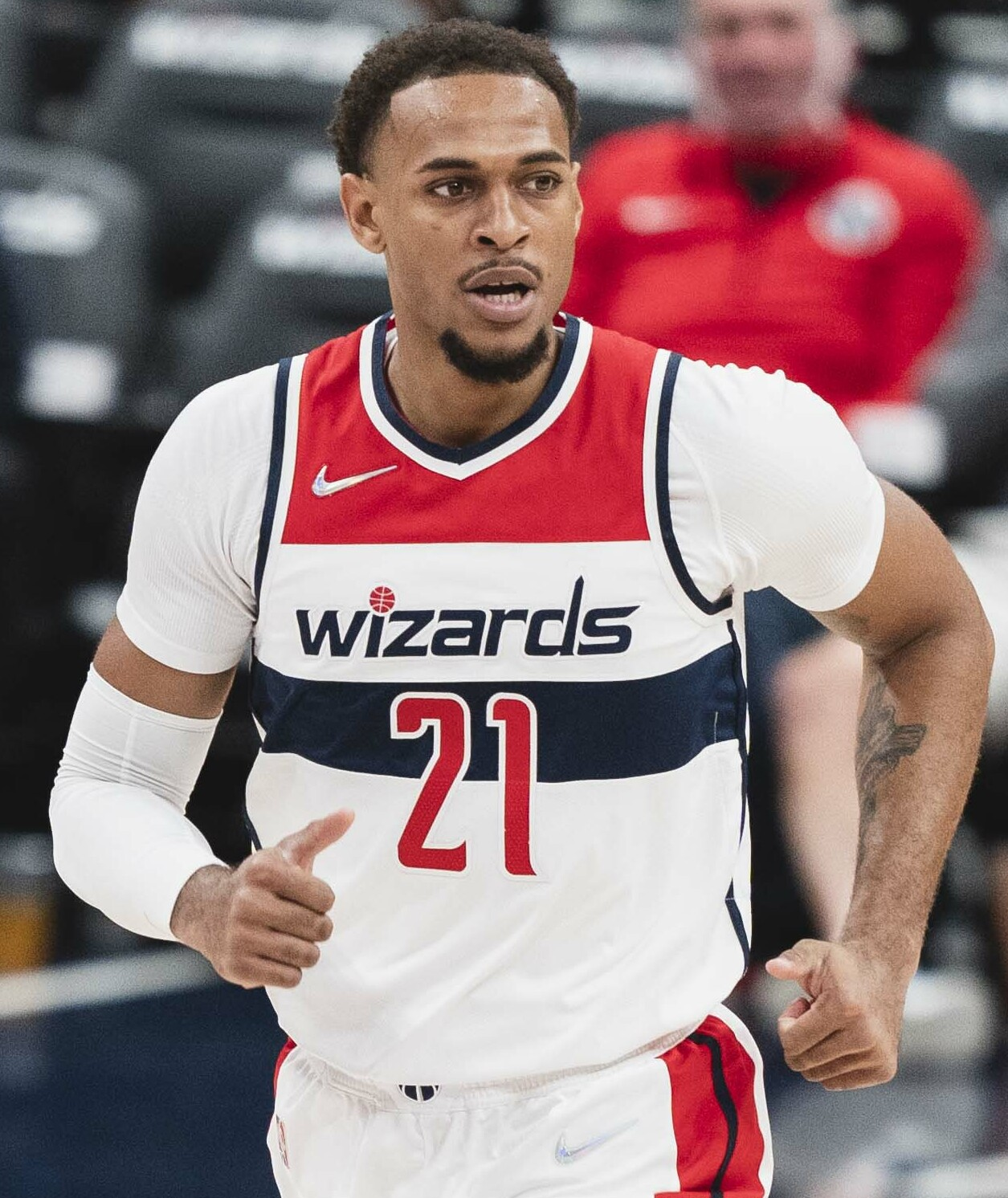

대니얼 개퍼드(Daniel Gafford, 1998년 10월 1일 ~ )는 NBA(전미 농구 협회)의 댈러스 매버릭스의 미국 프로 농구 선수이다. 아칸소 레이저백스에서 대학 농구를 했으며 2019년 NBA 드래프트 2 라운드에서 시카고 불스에 드래프트되었다. 포지션은 포워드 센터이다.

## 프로 경력
- 시카고 불스 (2019-2021)
- 워싱턴 위저즈(2021~2024)
- 댈러스 매버릭스 (2024~현재)